# Lövsta, Södertälje

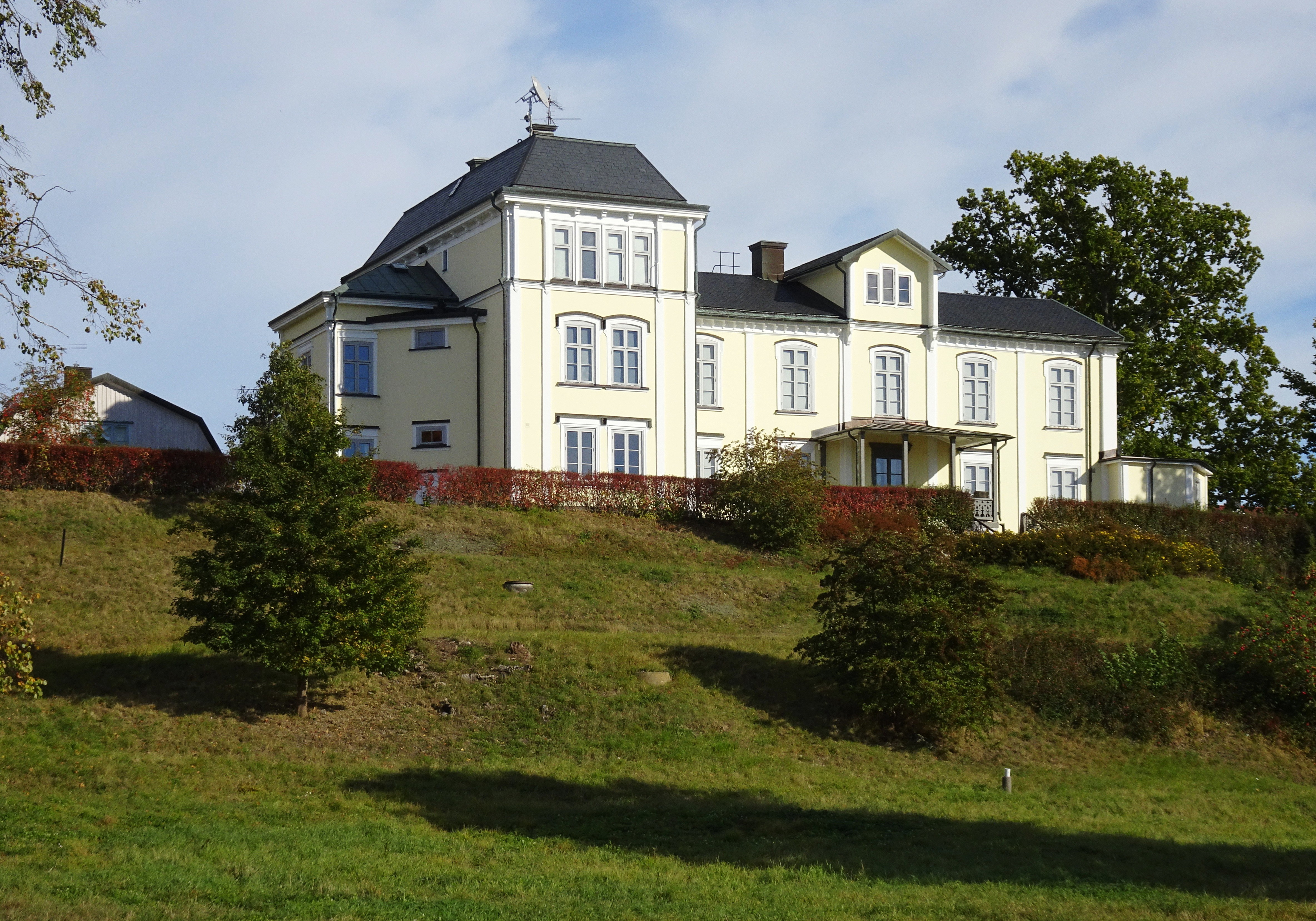
Lövsta gårds huvudbyggnad i oktober 2016.

Lövsta är ett tidigare säteri och ett gods i Ytterenhörna socken i Södertälje kommun. Lövsta herrgård är beläget på sydvästra delen av Enhörnalandet innanför Lövstaviken som är en del av Gripsholmsviken, en vik av Mälaren. Till Lövsta hör bland annat Parkudden-Lövsta naturreservat. Byggnader och landskapet representerar ett högt kulturhistoriskt värde och utgör ett riksintresse för kulturmiljövården.

## Historik

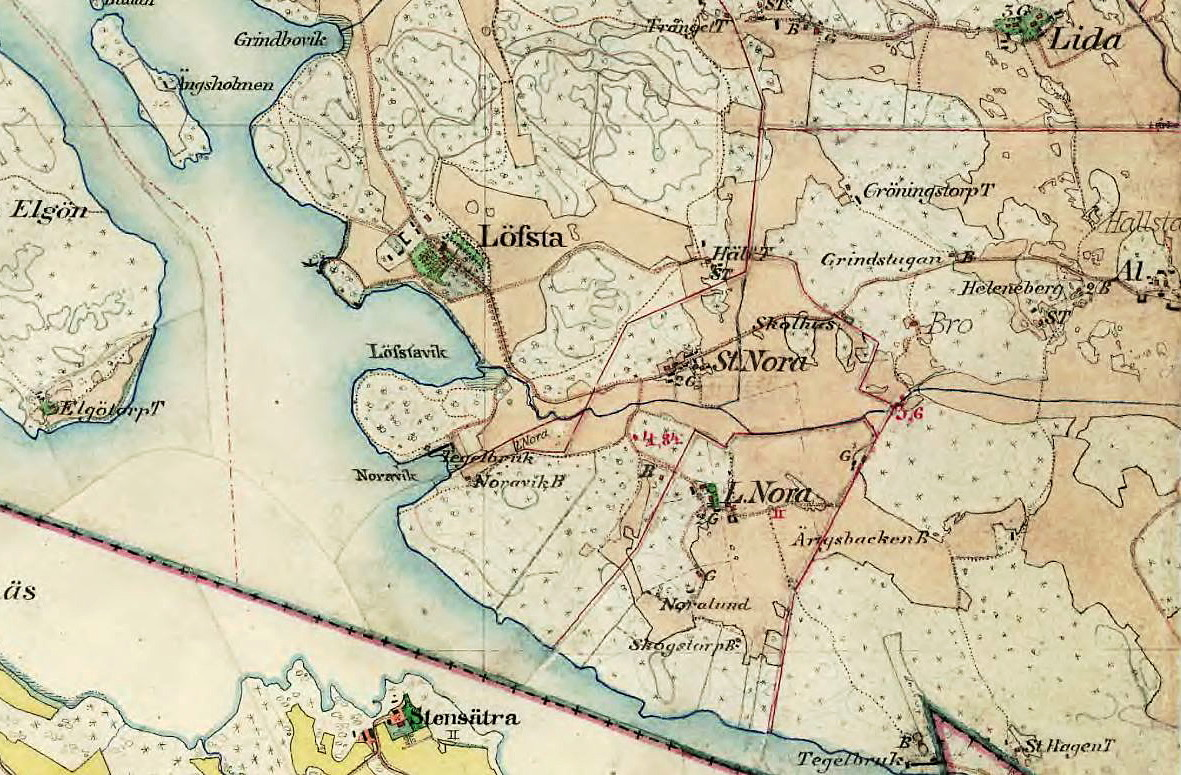
Lövsta med omgivning på 1890-talet.

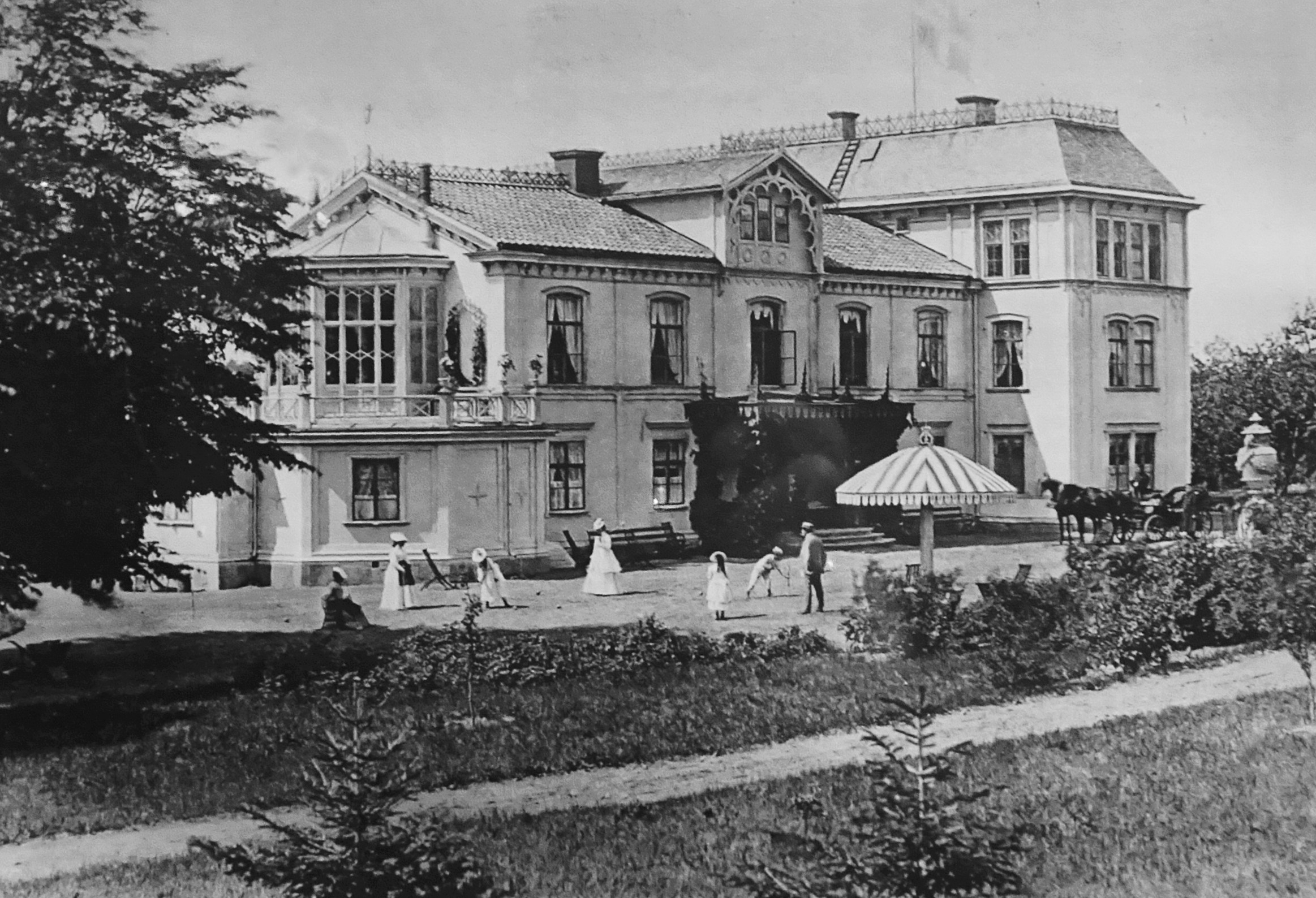
Lövstas huvudbyggnad 1885.

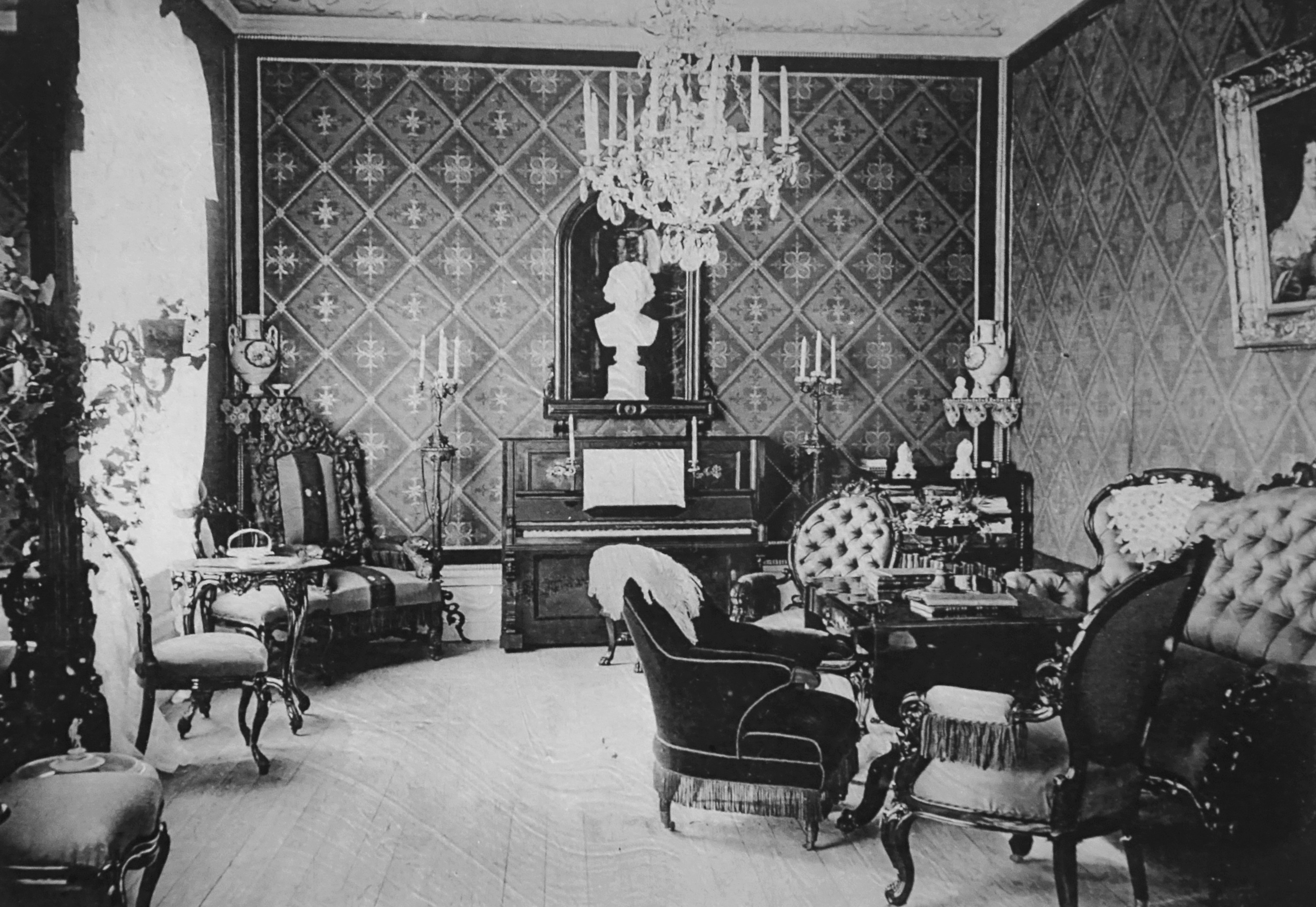
Salongen, 1885.

Fornlämningar i form av skålgropar och stenyxor från stenåldern samt gravar från bronsåldern och järnåldern vittnar om att platsen var bebodd under lång tid. Äldsta skriftliga belägg för Lövsta är från år 1369 då det skrevs som i løsstum j Enhørne sokn.
På 1400-talet skänkte Sten Sture d.ä. Lövsta till kartusianorden vilka lät uppföra klostret Pax Mariae (Mariefreds kloster). Under Gustav Vasa drogs Lövsta in till Kronan och lades under Gripsholm. Sedan tillföll egendomen Hertig Karl och 1685 erhöll Hedvig Eleonoras hovstallmästare Anton Günterfeldt gården som då blev säteri. År 1738 förstördes huvudbyggnaden av en brand och en ny mangård uppfördes som utgör södra delen av nuvarande byggnad.
Under större delen av 1800- och 1900-talen var Lövsta i familjerna Nordenfalks och von Platens ägo. Särskilt under friherren Johan Nordenfalk den yngres tid genomfördes större förändringar, bland annat lät han bygga till huvudbyggnaden, anlägga park och trädgårdar samt Lövsta tegelbruk.
Egendomen övergick sedan genom arv till Johan Nordenfalk d.y:s son, Johan Axel Nordenfalk, som föddes 1866 på Lövsta. Dennes dotter Gunhild Cecilia (1899-1975) gifte sig med löjtnanten friherre Carl Eric von Platen (1895–1972) varpå egendomen efter Johan Axel Nordenfalks bortgång 1929 kom i familjen von Platens ägo.
Under större delen av 1900-talet ägdes Lövsta av familjen von Platen som bodde i Stockholm men hade Lövsta som sommarnöje. På 1970-talet förvärvades Lövsta av Södertälje kommun. Huvudbyggnaden disponerades av von Platen men marken brukades av en arrendator. Marken köptes sedan tillbaka av en familjemedlem. På gården bedrivs levande jordbruk och fortfarande idag (2016) är en von Platen skriven på Lövsta.

## Lövsta tegelbruk
Söder om Parkudden tillkom Lövsta tegelbruk som var verksam mellan 1879 och 1924 och ett sätt att dryga ut gårdens intäkter. År 1902 hade bruket 24 arbetare och tillverkningen låg vid 485 000 murtegel och 30 000 taktegel. På 1920-talet arrenderas Lövsta tegelbruk av Mälardalens tegelbruk men redan 1924 lades produktionen ner då leran tog slut. Från tegelbrukets tider existerar idag bara arbetarkasernen, som är en gulputsad tegelbyggnad i starkt förfall. På platsen för bruket ligger numera Lövsta båtklubb. I vattnet vid strandkanten vittnar stora mängder av tegelskärvor om den tidigare verksamheten.

## Byggnader och parken

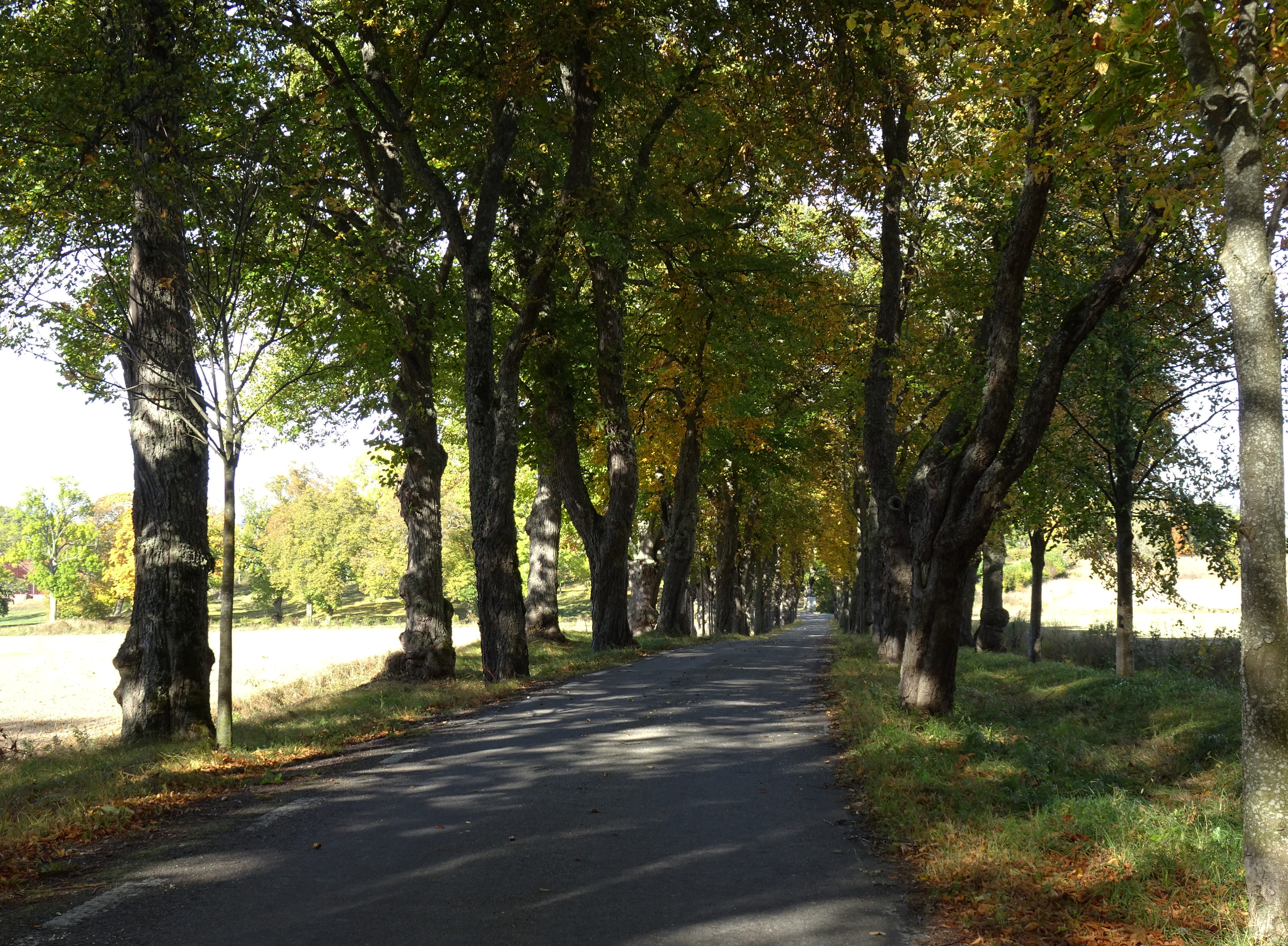
Allén med dubbla trädrader.

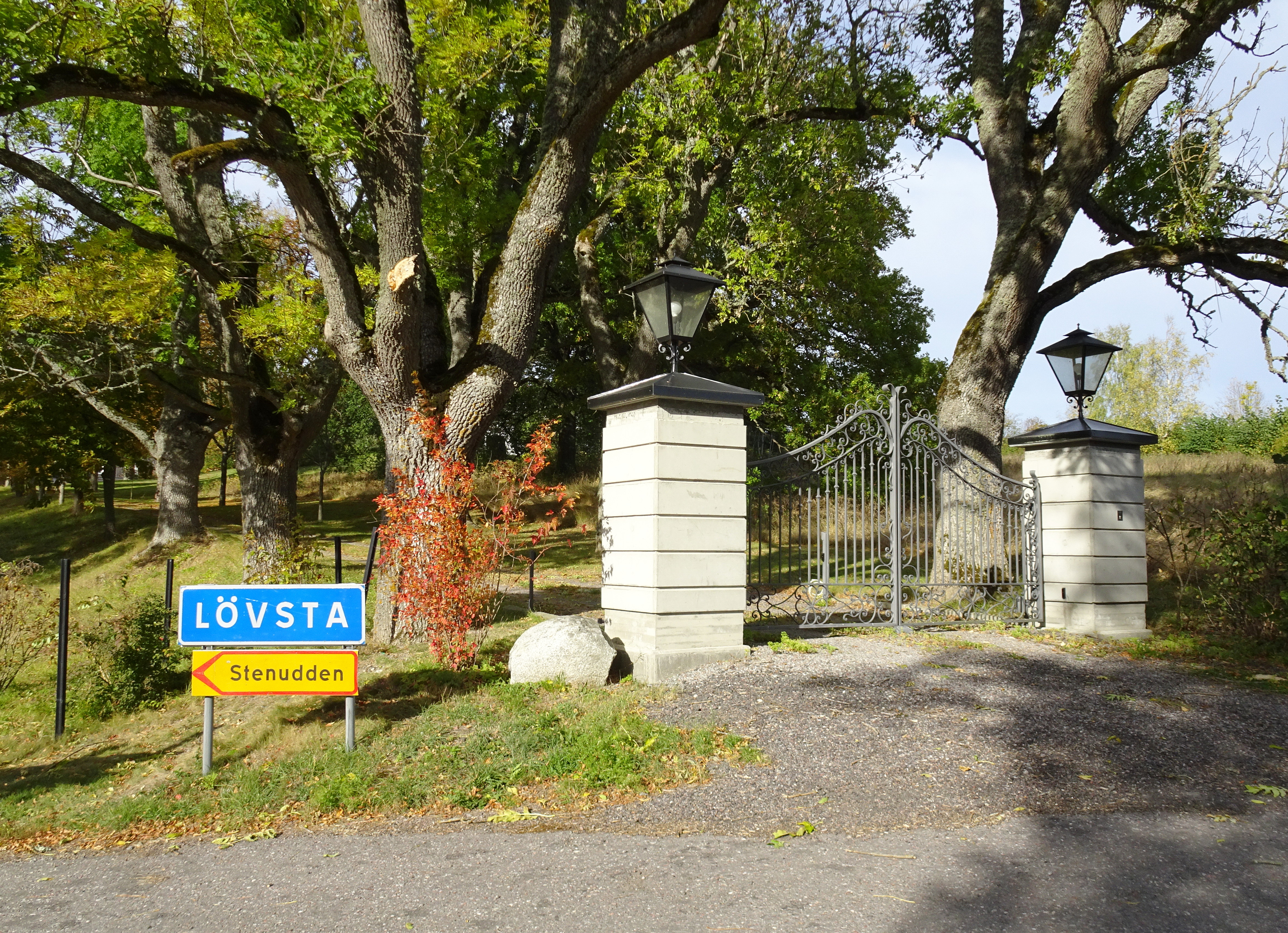
Grinden.

Herrgården nås söderifrån via en gammal allé med dubbla trädrader. Huvudbyggnaden ligger på en brant höjd i landskapet som sluttar i väster ned mot Lövstaviken. I sluttningen fanns ursprungligen en stor fruktträdgård som är delvis bevarad.
Nuvarande huvudbyggnadens södra del uppfördes efter 1738 sedan en brand förstörde tidigare anläggning. Nybygget utgjordes av en tvåvåningsbyggnad med fem fönsteraxlar och en mittrisalit under ett sadeltak. Åren 1864-75 lät dåvarande ägaren, friherre Johan Nordenfalk, bygga till huset vid norra gaveln efter ritningar av hovarkitekten Emil Viktor Langlet. Då tillkom den tvärställda, dominerande högdelen i tre våningar med valmat tak. Ursprungligen kantades taket av en smidesbalustrad.
Arkitekturen präglas av smaken som rådde vid 1800-talets andra hälft. Huset har putsade fasader i ljusgul kulör indelade i fält av vita pilastrar och verandor med sirliga lövsågerier. I samband med en större ombyggnad 1966 förenklades fasaderna något.
I närmaste omgivning märks en fristående timrad flygelbyggnad från 1700-talet och gulmålade längor med garage och orangeri. Gårdens ekonomibyggnader och tidigare arbetarbostäder sträcker sig uppför en sluttning nordväst om huvudbyggnaden. Bland bebyggelsen märks även en tidigare sjöstuga och tvättstuga samt en ruin efter en smedja.
Till Lövsta hörde ett antal torp, bland dem Trånget, Fredriksberg, Gröningstorp, Lövstalund, Johannesberg och Häll. Det senare uppfördes på 1600- eller 1700-talet som soldattorp. Under vissa perioder låg även några utgårdar under Lövsta såsom Morlöt, Lilla Nora och Kalfsund.
På Parkudden som ligger söder om gårdsbebyggelsen anlades en naturromantisk park med slingrande stigar, stentrappor, ett lusthus och en stensoffa på uddens högsta punkt varifrån man hade en storslagen vy över Mälaren och Älgön som ligger mittemot. Parkens ursprungliga gestaltning kan man idag bara ana men stensoffan finns fortfarande kvar och de grova ekarna samt silvergranarna som dåvarande ägaren, Johan Nordenfalk den yngre, lät importera 1880 och plantera på udden. Parkudden är sedan 1992 skyddad som Parkudden-Lövsta naturreservat.

## Kulturhistorisk bedömning
Enligt en inventering av kulturmiljöer i Södertälje kommun från år 2006 med fokus på Enhörnalandet bedömde kommunen att Lövsta "har ett samlat högt kulturhistoriskt värde i sina många värdefulla delar och med en kontinuitet sedan vikingatid. Den välbevarade gårdsmiljön främst representerande sent 1800-tal [...] samt tillhörande parkanläggning har ett tidstypiskt och arkitektoniskt värde".

## Bilder

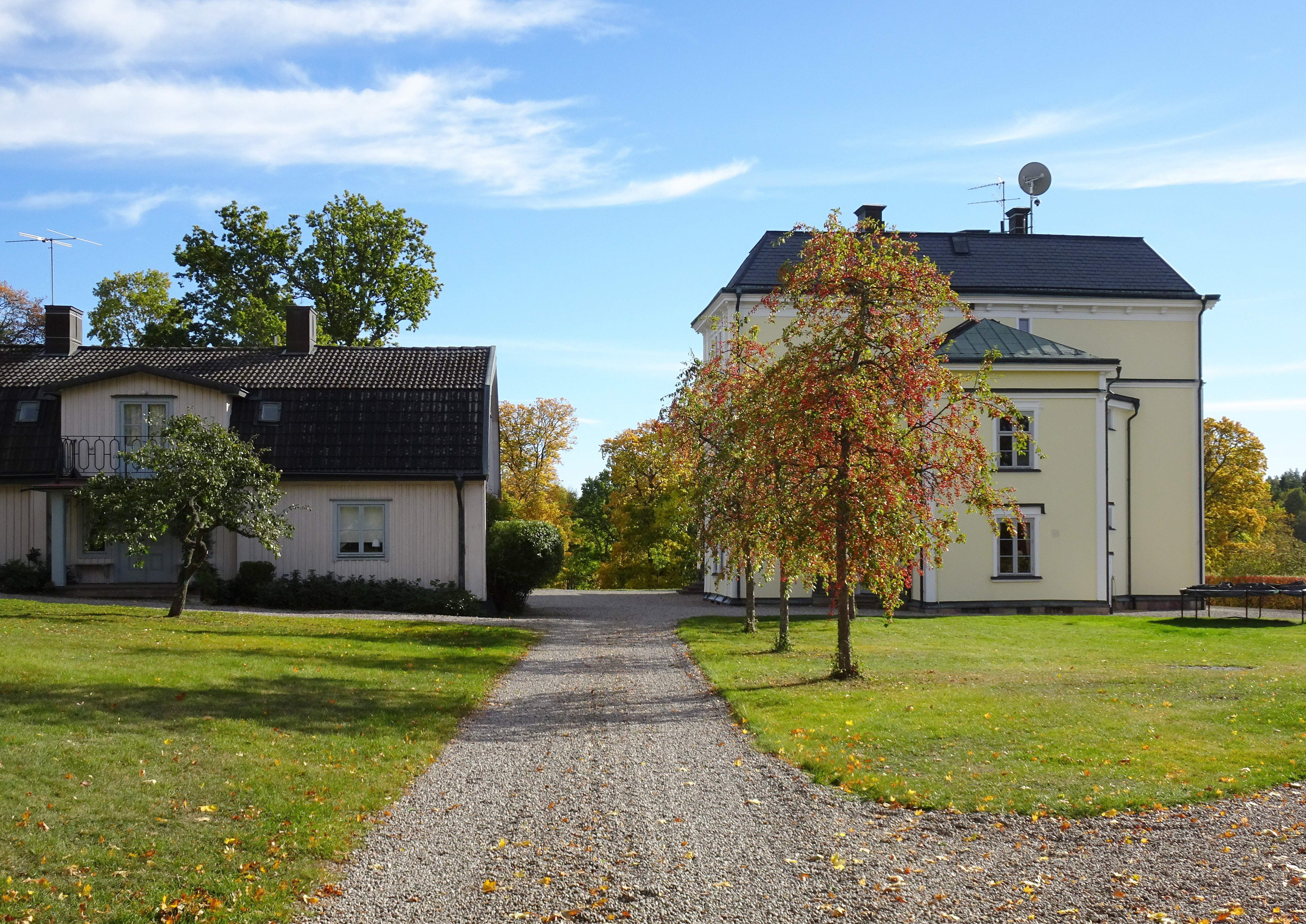
Huvudbyggnaden med flygeln från norr
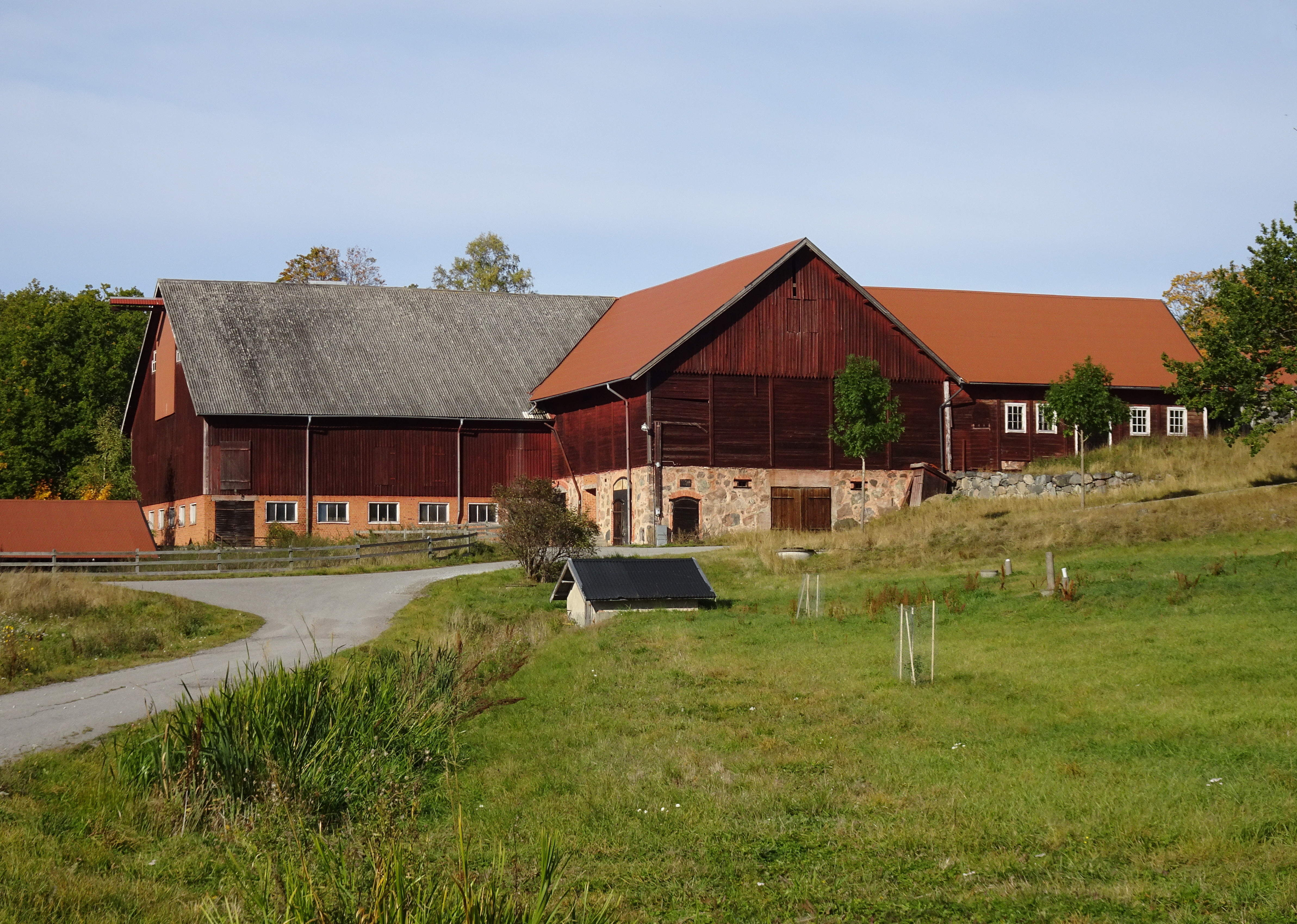
Ekonomibyggnader och stall
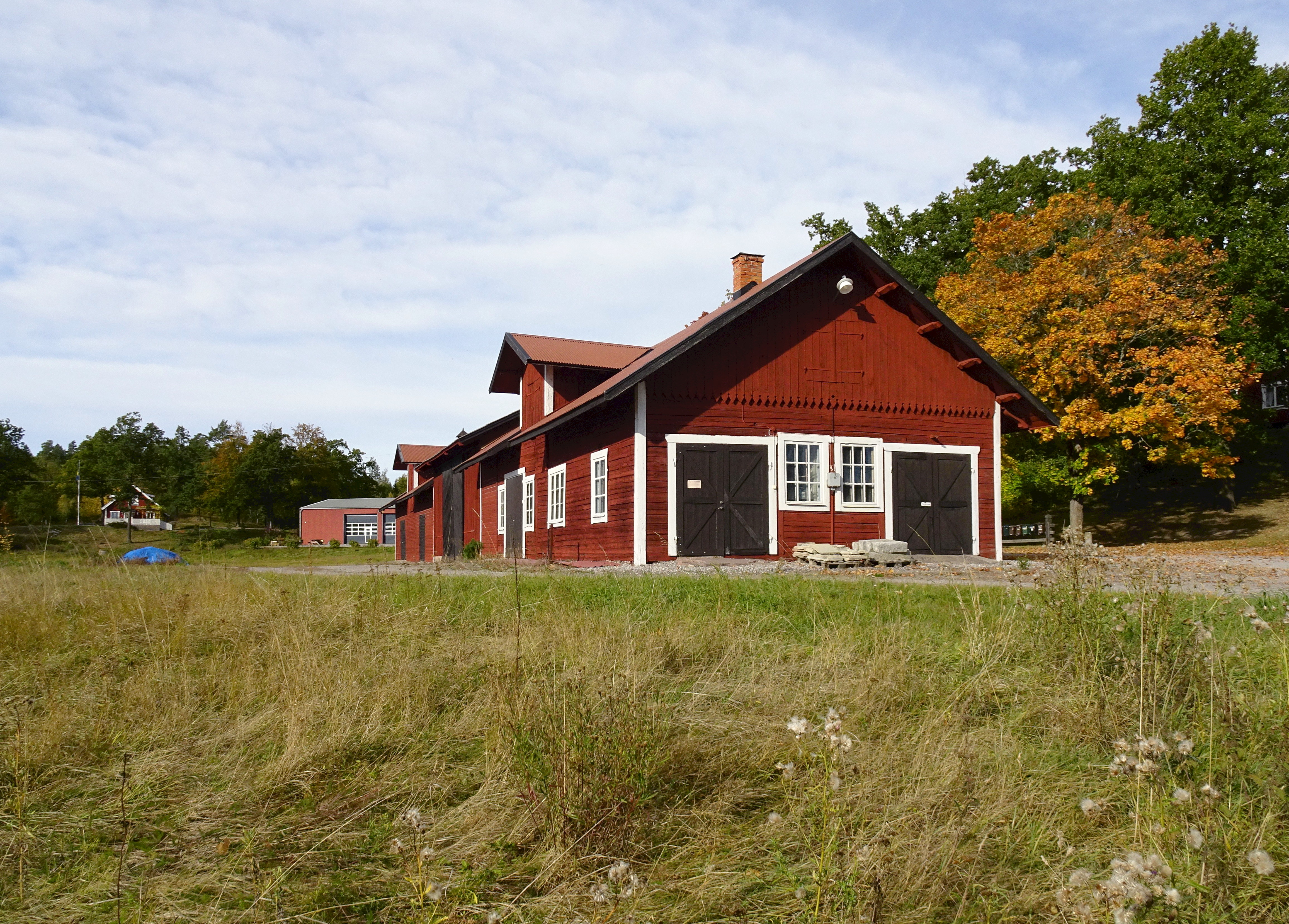
Ekonomibyggnader
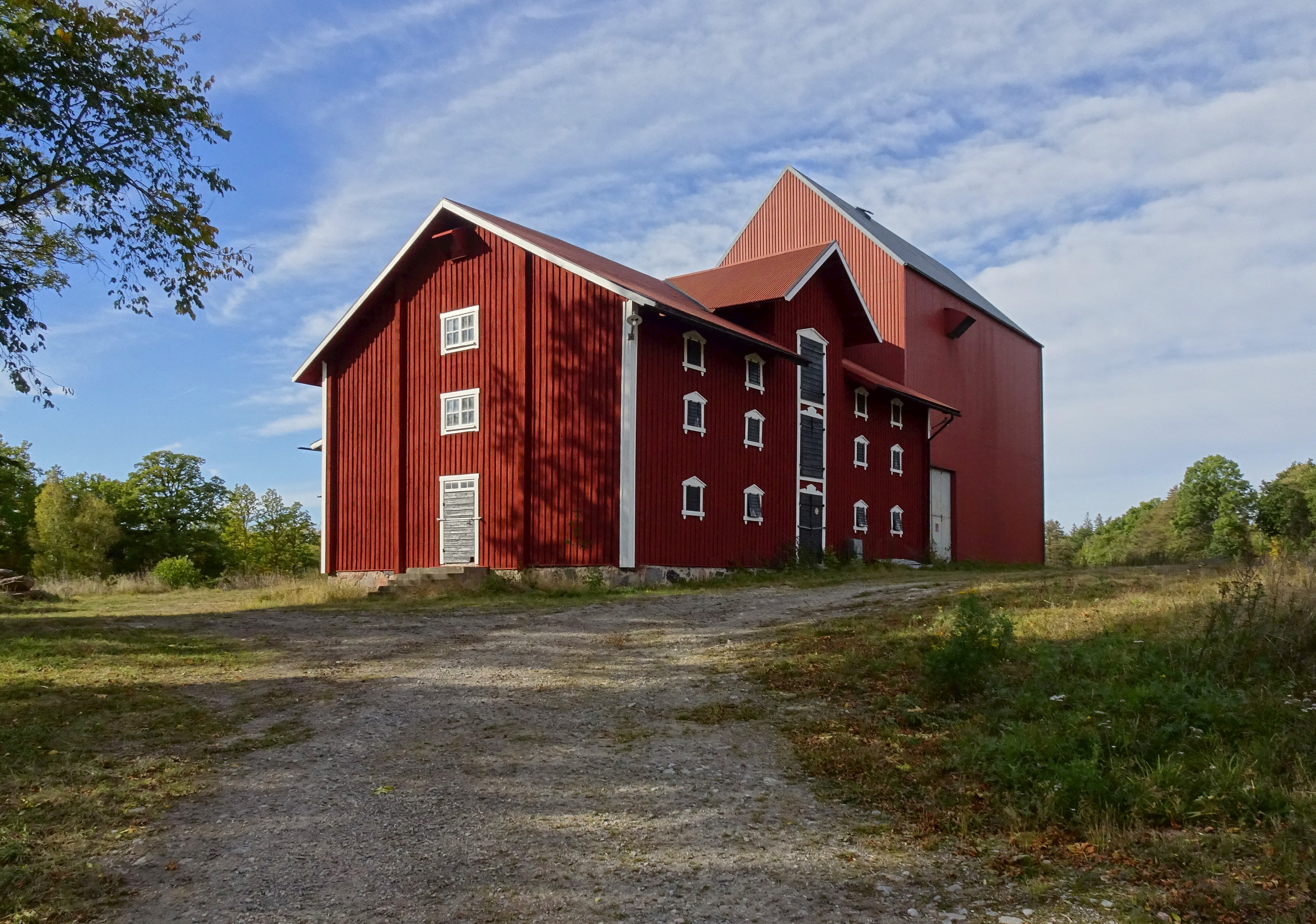
Magasin med nutida tillbyggnad
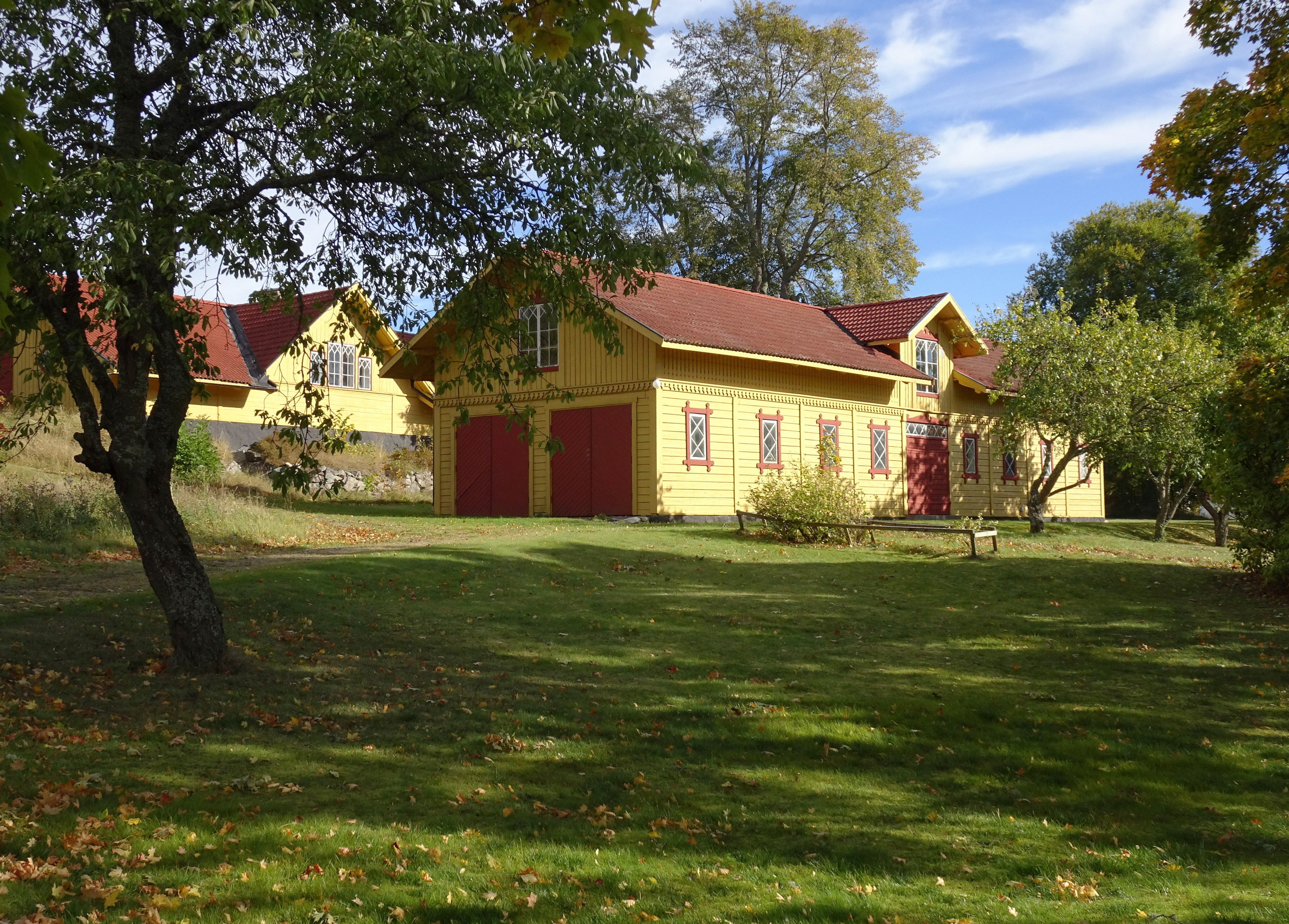
Bodlängan med garage nordost om huvudbyggnaden